# ワイルダネス
『ワイルダネス』 (WILDERNESS) は、伊藤明弘による日本の漫画作品。ワイルダネスとは「荒野」を意味する（なお英語のwildernessの発音は通常「ウィルダネス」となる）。
『月刊サンデージェネックス』（小学館）にて、2000年9月号より連載を開始。2009年7月号を最後に作者の療養に伴う長期休載となっていたが、2021年6月号より連載を再開し、2025年8月号で完結を迎えた。

## ストーリー
物語はロサンゼルスの「WN銀行」の襲撃事件から始まる。平凡な大学生だったはずの芹間喬は、とある事情からロサンゼルスの犯罪組織のチームに加担する状況に追い込まれる。重火器を頼りにわずか6人で銀行襲撃を決行し、チーム内では金庫のセキュリティを解除を担当する。首尾よく大金を手に入れ、計画通りに逃走段階に入った途端、仲間割れが発生しチームは壊滅。半ば偶然の結果として一人生き残り、メキシコへと逃亡する。
時をほぼ同じくして、メキシコで用心棒まがいの生活をしていた元探偵の堀田俊生は、別れた妻で現職のDEA（アメリカ麻薬取締局）捜査官であるエノラ・コープランドから家出人捜索の依頼を受ける。対象は日本人女性、玉挑恵那。
ロサンゼルスの犯罪組織の抗争。それぞれの過去と事情。社会の根底に潜む、抗いがたい大きな力に翻弄されながらも生きる事を選んだ男と、拭えない過去を背負った男。そして、知らぬ間に逃亡者になってしまった少女。
メキシコを舞台に、交錯する陰謀と、それぞれの思惑を振りまきながら逃避行を続ける日本人男女3人のガンアクションストーリー。

## 登場人物

### 主人公
堀田 俊生（ほりた としお）
日本人男性。元探偵でその前はDEAの捜査官だった。探偵時代にある事件をきっかけにゴールドスミス一家を敵に回してすべてを失い、メキシコに落ち延びて酒場の用心棒（バウンサー）まがいの仕事をしていた。完全に抜け殻と化していたが、元妻のエノラから恵那の捜索を任され、途中で強盗に殺されそうになった情報屋を助けるなどするうちに昔の自分を取り戻していく。ある宿で恵那と接触を果たすが、同じ宿にいた芹間と恵那を追ってきたローゼンマンと警官、芹間を追ってきた殺し屋と銃撃戦を展開し、そのまま彼らに巻き込まれる形で行動を共にすることとなる。銃はDEAより前に海軍に所属していた時から使用していたらしいコルト・コンバットコマンダー。
芹間 喬（せるま たかし）
日本人男性。ミネソタ大学に在学する留学生。元々は平凡な学生であるが、コンピュータを用いた非合法活動の経験がある（後の指名手配の際にはマグショットが公開されている）。恋人のクリスがブロウトン一家に負債があったことが原因となり、同組織の銀行襲撃作戦への参加を懇願され、止む得ず承諾。結果、金庫破りを成功させるも、ヘリでの逃走中の仲間割れに巻き込まれて墜落。メキシコへ逃亡した。ただ一人生き残ったことから、ブロウトン一家とゴールドスミス一家の両方から、強盗の本来の目的であったMOディスクを所持していると勘違いされ命を狙われる羽目に陥る。堀田、恵那とは逃亡中に泊まった宿で偶然出会い、行動を共にすることとなる。銃は銀行襲撃時に護身用に渡されたスプリングフィールドV10コンパクトを主に使用する。強盗メンバーとして前任者がブロウトン･シニアに付けられ、引き継いだコードネームは「マットレイ」（『チキチキマシン猛レース』のケンケン）だが、本人はマットレイと呼ばれると必ず「ケンケンだ。俺の国ではそう呼ぶ」と返す。
玉珧 恵那（たいらぎ えな）
日本人女性。19歳。高校の卒業旅行で友人とアメリカを訪れるが、日本での生活が嫌になっていたためそのまま留まり、メキシコに入るとアルバイトをしながら当てもなく転々と放浪生活をしていた。しかし、コーヒーショップで出会ったローゼンマンにわけも分からず突然殺されかけた挙句、直後にドイル刑事殺害の罪を着せられて逃亡することになってしまう。ある宿で恵那の捜索をしていた堀田、逃亡中だった芹間と出会い、行動を共にすることとなる。銃はローゼンマンと死亡したドイルからそれぞれ拝借したSIG SAUER P230、P232。

### DEA
エノラ・コープランド
アメリカ人女性。DEA捜査官。堀田の元妻である。堀田がメキシコに雲隠れしてから3年近く彼を探していた。ようやく居場所を掴むと堀田捜索を手伝った人物の姪である恵那の捜索を彼にまかせる傍ら、ゴールドスミス一家のMOディスクを抑えるべくレヴェル達とWN銀行にいた際、襲撃事件に巻き込まれ、そこで芹間に出会う。事件後は芹間の足取りを追うべく捜査主任として捜査を開始。クリスをブロウトン一味との銃撃戦を経て、辛くも保護したのち、芹間を見たというローゼンマンと部下のジムと共にメキシコへ。アルバレスファミリーの殺し屋、ディエゴと協力し、命令を違反してまでも芹間たちの足取りを追い続ける。コルト・オフィサーズモデルを所持。
グレアム・レヴェル
アメリカ人男性。DEA捜査官。エノラの現在の夫である。エノラが未だに前の夫である堀田のことを気にかけるのを快く思っていない。実際、堀田の元に恵那の捜査資料を届けたが彼自身は堀田の復帰に乗り気でなく、メキシコで彼に辛辣な言葉を投げかける。WN銀行襲撃後は本部で待機していたが、命令違反を犯しメキシコに残り続けるエノラに業を煮やした上司からメキシコに行くように命令を受ける。SIG SAUER P229を所持。
ジム
アメリカ人男性。DEA捜査官でエノラの部下。サングラスをかけており、素顔は分からない。芹間の追跡のためにエノラ、ローゼンマンと共にメキシコへ入る。が、捜査の途中にエノラが恵那と知り合いだということを知ったローゼンマンによって証拠隠滅のために殺害されてしまう。殺害直前にローゼンマンの謀略に気がついたがエノラに知らせるには至らなかった。
アラン
アメリカ人男性。DEA捜査官でエノラの部下。クリス保護の際にブロウトン一家の殺し屋と交戦した際に負傷。メキシコには行かず、本部で待機。連絡係として働く。

### ブロウトン一家
ブロウトン・シニア
近年急成長したLAの一帯を取り仕切る組織「ブロウトン一家」のボス。LA旧来の勢力「ゴールドスミス一家」とは敵対関係にあり、LAから同組織を放逐すべく、ゴールドスミス一家の資金洗浄に関する資料が入ったMOディスクが保管されたWN銀行襲撃計画を計画する。劇中に顔を出しておらず、人相は不明。WN銀行襲撃が成功したら組織を息子であるドナルドに完全に渡して引退する予定だった。自分の親族の名前やお抱えの部下のコードネームにカートゥーンのキャラクターの名前をつけるという趣味を持つ。
ドナルド・ブロウトン
アメリカ人男性。ブロウトン一家の長、ブロウトン･シニアの息子であり、ブロウトン･ジュニアと呼ばれる。現在のブロウトン一家を実質的に取り仕切る長であり、WN銀行襲撃成功後に組織の全権を完全に譲り受ける予定であった。しかし、計画が狂ったことで事態の収拾のためにメキシコに次々と刺客を送り込む指示を出す。きわどいメイド衣装を身に纏う秘書を持ち、彼女とは肉体関係をもつ。ルーイとデューイの2人の息子がいる。他にもう1人の息子ヒューイがいたが、3人の母親である妻をローゼンマンに謀殺させた際に一緒に死亡している。
自身と3人の息子の名前の由来は『ドナルドダック』とその甥っ子達から。ただし、ドナルド自身はカートゥーン系統の名前やコードネームが嫌いな様子である。
レナード・ローゼンマン
アメリカ人男性。LAPDの刑事であると同時にブロウトン一家の始末屋である。ある目的（ブロウトンの命令で始末の仕事を行っているところを恵那の持つハンディカムに録画された）で恵那を始末するべく彼女を追っており、家出捜査と偽って相棒の刑事ドイルと共にメキシコで捜査を行い、恵那を発見するがドイルの横槍で失敗。ドイルを殺害し、その罪を恵那に着せる。一度アメリカに帰国後、芹間たちを見ていたことからエノラたちと共に再びメキシコに向かい、恵那たちを追うこととなるが、恵那がエノラの知り合いだということを知るやエノラらの謀殺を行おうと暗躍する。銃はグロック17を所持。
ヘッケル、ジャッケル
男性と女性の黒いスーツとサングラスを身に纏う殺し屋。ブロウトンシニアがドナルドの元へ芹間を追わせるべく送り込んだ。まったく喋らず、無表情。メキシコに送り込まれるや、芹間たちやゴールドスミスの殺し屋と激しい銃撃戦を繰り広げた。銃はベレッタM93Rを2丁使用（ヘッケルが初期生産型、ジャッケルが後期生産型を所持）。ヘッケルは堀田によって射殺された。
コードネームの元ネタは『ヘッケルとジャッケル』。
ブッチ
WN銀行襲撃のチームリーダーを務めた男。ブッチとはコードネームで本名は不明。スナイパーライフル（H&K PSG-1）を用いてSWATを撃退したり、警察のヘリをM134ミニガンで撃墜するなどの活躍を見せる。襲撃前の訓練時に芹間に銃の扱い方などを教えたのは彼のようである。
フリックスの役割を事前に察知していた様であり、銀行襲撃中も芹間にその危険性をほのめかしていた。目的地への到着を待たずにチームから離脱する計画を立ており、襲撃後のヘリでの逃走中に突如裏切ってダフィを射殺。お互いに銃を突き付けあう芹間に、自分に同調すれば逃がしてやると持ちかけるが、ヘリ操縦士が無線で連絡したのに気をとられた隙にフリックスの銃撃に受ける。結果的に機内で撃ち合うことになり、芹間からの銃撃を至近距離から受けて死亡。
コードネームの元ネタは『トムとジェリー』のトムの友人である野良猫より。
フリックス
WN銀行襲撃襲撃犯の1人。ソウドオフ散弾銃（レミントンM870）を持つ。ブロウトン･シニアが直接送り込んだ人間で他のメンバーとは違い金目当てでなく、銀行内の貸金庫にあるゴールドスミス一家の資金洗浄に関する資料が入ったMOディスクの強奪の任務を受けていた。強奪には成功したものの、直後に裏切ったブッチを始末すべくヘリで横づけし、銃撃を行うが逆にミニガンの銃撃で乗機ごと蜂の巣にされ、爆砕、死亡。ディスクも失われたものと思われる。
コードネームの元ネタは『フィリックス・ザ・キャット』。
ダフィ、ヨセミテ･サム、ニブルス
WN銀行襲撃襲撃犯の3人。ダフィはバーナーで金庫の外壁破壊を担当。ヨセミテ･サムとニブルスは銀行前でブローニングM2重機関銃を乱射し、警官の足止めを担当した。3人ともヘリに乗って脱出を図るが、芹間が乗っていた方のヘリに乗ったダフィは裏切ったブッチによって射殺。もう1機のヘリにフリックスとともに乗っていたヨセミテ･サムとニブルスはブッチの放ったミニガンの銃撃でヘリを爆砕され、機と運命を共にした。ダフィは実際に発砲した描写は無いが、金庫の外壁を破壊した後に、ブッチからオーストリア製のサブマシンガン（ステアーMPi81）を手渡されている。
コードネームの元ネタは、ダフィとヨセミテ・サムが『バッグス・バニー』のキャラ、ニブルスは『トムとジェリー』のジェリーの従弟より。
スミス
芹間を追わせる為にドナルドが直接雇った殺し屋の男。今までに送り込んだ殺し屋が役に立たなかったことからメキシコに送り込まれ、芹間、恵那ら一戦交えることになる。自分が殺した人間の幻覚が見えるようで時折幻覚と会話を行う。狙撃が可能にカスタム化されたコルト・M4A1を主に使用。非常に冷徹な性格で芹間殺害を邪魔した地元警官を芹間、恵那に見せつけるように殺害し、恵那をして「今なら人を殺せる」と言わしめた。

### ゴールドスミス一家
ジョエル・ゴールドスミス
アメリカ人男性。古くからLA一帯を取り仕切るゴールドスミス一家のボス。新薬開発会社をメキシコに持ち、その臨床試験に現地のメキシコ人を利用して人体実験を行うことでコスト削減をするという様な非情なビジネスをいくつも行っている。己のポリシーをかたくなに守り通すタイプの人間を好み、懐柔されるのを嫌がってついには部下を殺した堀田とあえて直接対面して話し合うという大胆な行動をとった。
ベニー
アメリカ人男性。ゴールドスミスの腹心の部下であり、｢命令に正当性があれば母親でも殺すが、命令に正当性がなければ自分がどうなろうが私を殺そうとする」とゴールドスミスから評されたほど自らの価値観に忠実な男である。過去に堀田がメキシコに落ち延びた一件に大きくかかわっている。堀田が再び動き出したことを察知し、メキシコに降り立った。
4人組の殺し屋
正式名称不明なメキシコ人男性4人で構成される殺し屋集団。全員同じような顔な上、セルジオ・レオーネ監督のマカロニウェスタン映画に出るような格好をしている。所持武器がVz61サブマシンガン、357マグナムリボルバー、オートマチック拳銃2丁、ダネルMGLグレネードランチャーとそれぞれ異なるのが特徴。なお、グレネード使いのみ名前が｢パコ｣であることが分かっている。芹間抹殺のために送り込まれ、彼らとブロウトン一家の殺し屋たちと銃撃戦を繰り広げる。最終的にパコは芹間に、オートマチック使いの男は恵那によってそれぞれ射殺され、残り2人は後に接触したディエゴによって始末された。
デシーレ、デニース
4人組の殺し屋の後釜としてベニーと共にやってきたメキシコ人美女2人組の殺し屋。M22A4（イングラムM11をベースにした本作オリジナルの架空銃）を駆使し、踊るように多人数の相手を瞬殺できる腕を持つ。ディエゴは彼女らと従姉弟の関係にあたり、製薬工場に単身潜入したディエゴのピンチを放っておけず、手助けしてしまう。

### アルバレスファミリー
アルバレス
メキシコ国内の犯罪組織「アルバレスファミリー」の現当主。田舎の弱小組織であるため抗争などは皆無に等しく、縄張りの全住人34名中31人が組織のメンバーに数えられるという地元密着型の牧歌的なファミリー。縄張り内にゴールドスミスの製薬工場があるにも関わらずその規模から手出しが出来ず、部下の家族をゴールドスミスに殺されているなどの遺恨がある。
DEAのエノラと接触した際には、映画に登場する古典的ギャングのような言動で体裁を取り繕うものの、銃を突き付けられる局面では緊張の余り失禁しまうほど臆病。臆病だが人情に厚く、部下だけでなく地元住民からも慕われている。
DEAの名前をつかった脅迫に近い内容の要請に応じ、現地の案内人としてディエゴに斡旋。しかし、そのせいでゴールドスミスの部下に家をロケットランチャーで破壊されるが、奇跡的に生き延びる。エノラの製薬工場襲撃の計画に加担し、アルバレスファミリーの総力でゴールドスミスの製薬工場襲撃を襲撃。ディエゴの父親の助力を得て、製薬工場を壊滅状態に追い込む。その後は、ロケットで吹き飛ばされた自宅にかわって製薬工場跡地を本拠地にした模様。
ディエゴ
メキシコ人の少年。通称「D（ディー）」。アルバレスファミリー勢力化の雑貨屋の息子で、一見ただの少年だが、実はファミリーお抱えの殺し屋。特に銃の扱いに長けており、とり囲んだチンピラを二丁拳銃で秒殺、重量のあるアサルトライフルやショットガンを片手に1丁ずつ持ってもなんなく使いこなすほど。親譲りの熱心なクリスチャンで、神を冒涜する言葉を吐く人間を許さない。主な使用銃はH&K P7を2丁。他にもSPAS12など。製薬工場襲撃の際には捕らわれた幼馴染を救出するため単身製薬工場に潜入、従姉妹の助けもあり無事に救出を成功させている。その後はエノラと再び堀田らの追跡に加入。
エル・ディアブロ
ディエゴの父親で「ディアブロ」は仕事上の通り名のため本名は不明。様々な火器を満載したトラックで登場し製薬工場襲撃時にアルバレスファミリーの構成員に武器を貸与した。本人は西部劇の格好でスタームルガー・ブラックホークを二丁拳銃で使用。RPGでの監視塔破壊やスタームルガー・ブラックホークでの遠距離の車両運転手の狙撃などでアルバレスやエノラの襲撃をサポートした。ベニーが乗ったヘリをスティンガーミサイルで撃ち落とそうとするも不良品で撃墜はかなわなかった。銃撃の中であっても怯まず身を隠そうとしない。

## 書誌情報
- 伊藤明弘 『ワイルダネス』小学館〈月刊サンデージェネックス〉、既刊8巻（2022年12月19日現在）
  1. 2001年9月19日発売[3]、ISBN 4-09-157071-2
  2. 2002年12月12日発売[4]、ISBN 4-09-157072-0
  3. 2004年4月19日発売[5]、ISBN 4-09-157073-9
  4. 2005年7月19日発売[6]、ISBN 4-09-157074-7
  5. 2006年11月17日発売[7]、ISBN 4-09-157070-4
  6. 2007年12月19日発売[8]、ISBN 978-4-09-157116-8
  7. 2009年5月19日発売[9]、ISBN 978-4-09-157175-5
  8. 2022年12月19日発売[10]、ISBN 978-4-09-157716-0